# Arabisches Alphabet
Das arabische Alphabet (arabisch الأبجدية العربية, DMG al-abǧadiyya al-ʿarabiyya) ist u. a. das Alphabet der arabischen Sprache und besteht aus 28 Buchstaben. Zur Bildung von Wörtern werden mit sechs Ausnahmen alle Buchstaben entsprechend der Laufrichtung der arabischen Schrift von rechts nach links verbunden.
In Unicode sind die arabischen Buchstaben in den Blöcken Arabic (U+0600 bis U+06FF) und Arabic Supplement (U+0750 bis U+077F), Arabic Extended-A (U+08A0 bis U+08FF), -B (U+0870 bis U+089F) und -C (U+10EC0 bis U+10EFF) sowie in Arabic Presentation Forms-A (U+FB50 bis U+FDFF) und -B (U+FE70 bis U+FEFF) kodiert.

## Buchstaben
Die Buchstaben Alif, Dāl, Dhāl, Rā', Zāy und Wāw (Nr. 1, 8, 9, 10, 11, 27) werden nicht nach links verbunden. Darauf weist jeweils ein Sternchen (*) hin.
| Name        | isoliert | initial | medial | final | DMG          | Nr. | Aussprache | IPA                   |
| ----------- | -------- | ------- | ------ | ----- | ------------ | --- | --- | --------------------- |
| Alif        | ﺍ        | ﺍ*      | ﺎ*     | ﺎ     | a, ā, i, u   | 01. | langes a oder am Wortanfang Hamzaträger ohne eigenen Lautwert                                                                                                 | a, aː, ɑ, ɑː, i, ɨ, u |
| Bā'         | ﺏ        | ﺑ       | ﺒ      | ﺐ     | b            | 02. | b | b                     |
| Tā'         | ﺕ        | ﺗ       | ﺘ      | ﺖ     | t            | 03. | t | t                     |
| Thā'        | ﺙ        | ﺛ       | ﺜ      | ﺚ     | ṯ            | 04. | stimmloses englisches th wie in „think“ | θ                     |
| Dschīm      | ﺝ        | ﺟ       | ﺠ      | ﺞ     | ǧ            | 05. | stimmhaftes dsch (in Ägypten stattdessen als g ausgesprochen)                                                                                                 | d͡ʒ                    |
| Ḥā'         | ﺡ        | ﺣ       | ﺤ      | ﺢ     | ḥ            | 06. | scharfes h, Rachen im Vergleich zu deutschen Aussprache eingeengt                                                                                             | ħ                     |
| Chā'        | ﺥ        | ﺧ       | ﺨ      | ﺦ     | ḫ            | 07. | am Gaumenzäpfchen gebildetes ch wie in „ach“ | χ                     |
| Dāl         | ﺩ        | ﺩ*      | ﺪ*     | ﺪ     | d            | 08. | d | d                     |
| Dhāl        | ﺫ        | ﺫ*      | ﺬ*     | ﺬ     | ḏ            | 09. | stimmhaftes englisches th wie in „this“ | ð                     |
| Rā'         | ﺭ        | ﺭ*      | ﺮ*     | ﺮ     | r            | 10. | Zungenspitzen-r | r                     |
| Zāy         | ﺯ        | ﺯ*      | ﺰ*     | ﺰ     | z            | 11. | stimmhaftes s | z                     |
| Sīn         | ﺱ        | ﺳ       | ﺴ      | ﺲ     | s            | 12. | stimmloses s | s                     |
| Schīn       | ﺵ        | ﺷ       | ﺸ      | ﺶ     | š            | 13. | stimmloses deutsches sch | ʃ                     |
| Ṣād         | ﺹ        | ﺻ       | ﺼ      | ﺺ     | ṣ            | 14. | emphatisches, d. h. mit versteifter Zunge artikuliertes s | sˁ                    |
| Ḍād         | ﺽ        | ﺿ       | ﻀ      | ﺾ     | ḍ            | 15. | emphatisches, d. h. mit versteifter Zunge artikuliertes d | dˁ                    |
| Ṭā'         | ﻁ        | ﻃ       | ﻄ      | ﻂ     | ṭ            | 16. | emphatisches, d. h. mit versteifter Zunge artikuliertes t | tˁ                    |
| Ẓā'         | ﻅ        | ﻇ       | ﻈ      | ﻆ     | ẓ            | 17. | emphatisches, d. h. mit versteifter Zunge artikuliertes stimmhaftes ð (th in englisch „the“)                                                                  | ðˁ                    |
| ʿAin        | ﻉ        | ﻋ       | ﻌ      | ﻊ     | ʿ            | 18. | im Kehlkopf erzeugter stimmhafter Reibelaut, etwa einem völlig ungerollten r in „Härte“ entsprechend                                                          | ʕ                     |
| Ghain       | ﻍ        | ﻏ       | ﻐ      | ﻎ     | ġ            | 19. | am Gaumenzäpfchen erzeugter stimmhafter Reibelaut, stimmhafte Entsprechung der Aussprache von ch in „Dach“                                                    | ɣ                     |
| Fā'         | ﻑ        | ﻓ       | ﻔ      | ﻒ     | f            | 20. | f | f                     |
| Qāf         | ﻕ        | ﻗ       | ﻘ      | ﻖ     | q            | 21. | stimmloser Verschlusslaut, gebildet am Gaumenzäpfchen wie das ch in „Dach“                                                                                    | q                     |
| Kāf         | ﻙ        | ﻛ       | ﻜ      | ﻚ     | k            | 22. | k | k                     |
| Lām         | ﻝ        | ﻟ       | ﻠ      | ﻞ     | l            | 23. | l | l                     |
| Mīm         | ﻡ        | ﻣ       | ﻤ      | ﻢ     | m            | 24. | m | m                     |
| Nūn         | ﻥ        | ﻧ       | ﻨ      | ﻦ     | n            | 25. | n | n                     |
| Hā'         | ﻩ        | ﻫ       | ﻬ      | ﻪ     | h            | 26. | h | h                     |
| Wāw         | ﻭ        | ﻭ*      | ﻮ*     | ﻮ     | w, ū, u      | 27. | englisches w, langes u oder im au-Diphthong | w, u, uː              |
| Yā'         | ي        | ﻳ       | ﻴ      | ﻲ     | y, ī, i      | 28. | j (englisches konsonantisches y), langes i oder im ai-Diphthong                                                                                               | j, i, iː, ɨ, ɨː       |
| Tā' marbūta | ة        | –       | –      | ـة    | -t, -a, (-h) |     | (Nur am Wortende. Bezeichnet meist die Femininendung -a(t). Häufiger Buchstabe, aber nicht dem Alphabet zugerechnet, sondern als Variante von Tā' behandelt.) | t, a                  |

### Reihenfolge

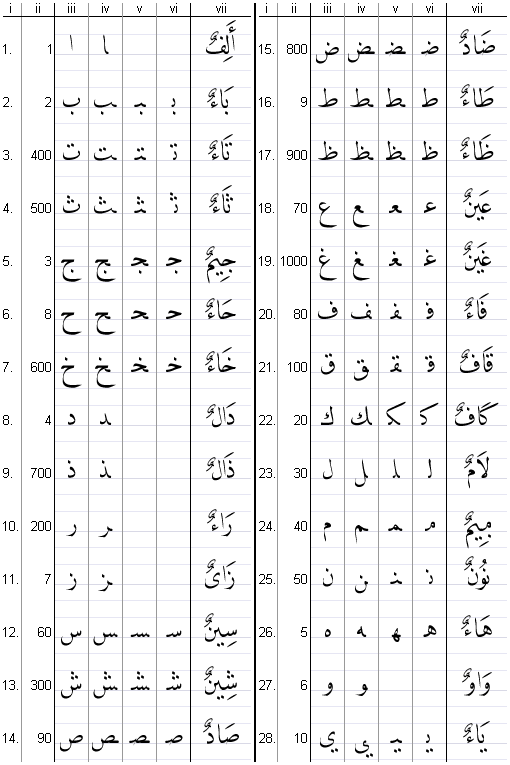
Die arabischen Buchstaben. i Nummer, ii Zahlwert … vii Name. Dazwischen die Formen:
iii isoliert, iv nach rechts verbunden, v beidseitig verbunden, vi nach links verbunden

Ursprünglich waren Alif, Bā', Dschīm, Dāl (heute die Buchstaben Nr. 1, 2, 5 und 8) die ersten vier Buchstaben. Das Wort Abdschad für „Alphabet“ bezieht sich auf diese vier Buchstaben in der klassischen Reihenfolge, es entspricht also der Bezeichnung „ABC“ für das lateinische Alphabet. Die alte Reihung lässt sich noch am Zahlenwert der Buchstaben ablesen (siehe Tabelle rechts). Vor der Einführung der indischen Ziffern wurden die Buchstaben für die Niederschrift von Zahlen verwendet, teilweise auch noch heute, siehe Abdschad-Zahlensystem. Diese alte Reihenfolge des Alphabets wurde später durch die heute gültige ersetzt, in der Schriftzeichen mit ähnlicher Form zusammengefasst sind.

### Vokalisation
Arabisch ist wie alle semitischen Schriften eine Konsonantenschrift. Aus dem Vokalbestand des Arabischen werden nur das lange a, i und u durch eigene Buchstaben wiedergegeben:
- langes a: Alif ا
- langes i: Yā' ي
- langes u: Wāw و

Wāw und Yā' bezeichnet man auch als Halbvokale, da sie im Silbenanlaut wie das englische w (و) bzw. das deutsche j (ي) ausgesprochen werden.
Viele Wörter beginnen mit einem Alif ا. Dieses Anlaut-Alif hat keinen eigenen Lautwert, sondern ist lediglich der Träger für das Hamza. Ein darauffolgender kurzer Anlautvokal wird in der Regel nicht, und falls doch, dann mit dem entsprechenden Hilfszeichen wiedergegeben. Hat das Alif am Wortanfang ausnahmsweise tatsächlich einen eigenen Lautwert als langes a, so wird es mit dem Hilfszeichen Madda gekennzeichnet.
Anders das Verbindungsalif: Am Anfang des Artikels ال (al-), der Verbstämme VII bis X sowie einigen Wörtern wie ابن (ibn = Sohn) und اسم (ism = Name) ist das Alif stumm; es erhält ein Wasla-Zeichen (ein Ṣād ص ohne Schlussbogen). Am Satzanfang (bzw. nach einer „Pause“) wird das Hamza doch gesprochen (es erfolgt ein Stimmabsatz im Anlaut, wie im Deutschen). In der nicht-vokalisierten Schreibung wird das Wasla nicht geschrieben, sondern das Alif steht ohne Zusatzzeichen: ا
Im Auslaut kann für das lange a auch das Alif maqsūra („kurzes Alif“) ى stehen. Vokale in fremden Eigennamen werden abhängig von Aussprache und Betonung mit Langvokalen umschrieben, wobei o zu Wāw und e zu Yā' werden, oder gar nicht wiedergegeben werden.
Kurze Vokale werden in der Schrift nicht wiedergegeben. Nur in ganz bestimmten Fällen werden sie durch Hilfszeichen markiert: im Koran immer, um die unverfälschte Originalform zu garantieren, manchmal in Gedichten sowie in Lehrbüchern für Schulanfänger. Diese Hilfszeichen sind keine Buchstaben, sondern nur Lesehilfen und gehören folglich auch nicht zum Alphabet.
- kurzes a: Fatha
- kurzes i: Kasra
- kurzes u: Damma
- kein Vokal: Sukūn

Falls sie notiert werden, so erscheinen Fatha, Kasra und Damma in verdoppelter Form zur Kennzeichnung der Nunation am Ende unbestimmter Nomen. Träger dieser Vokalzeichen können alle Buchstaben sein. Sie werden entweder über (Fatha, Damma) oder unter (Kasra) den betreffenden Buchstaben gesetzt, der in der Aussprache immer nach dem Buchstaben realisiert wird.

### Buchstaben-Verdoppelung

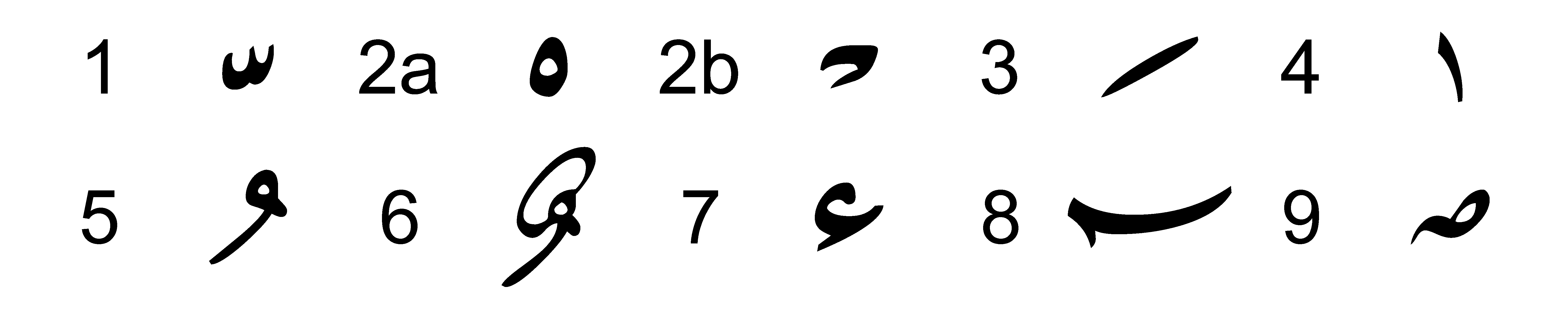
Arabische Sonderzeichen

Die Verdoppelung (Verstärkung) eines Buchstaben wird im Arabischen mit einem Taschdīd (تشديد auch: Schadda شدة) über dem Buchstaben angezeigt (1). Tritt als Vokalzeichen Kasra für „i“ hinzu, steht es normalerweise nicht unter dem Buchstaben, sondern darüber, aber unter dem Schadda.

### Fehlen eines Vokals
Trägt ein Konsonant keinen Vokal, wird dies durch die Zeichen (2a) und (2b) angezeigt. Sie heißen im Inlaut Sukūn (سكون, Ruhe) und im Auslaut Dschazma (جزمة, Abschnitt). Die Herkunft vom Dschīm des Dschazma ist in der Form (2b) noch rudimentär zu erkennen.

### Verbindungsalif
Endet das vorhergehende Wort auf einen Vokal, fällt das „a“ des Artikels al- aus. Dies kann durch das Zeichen (9) (Waṣla وصلة) über dem Alif angezeigt werden.

### Stimmloser glottaler Plosiv
Mit dem Hamza (همزة) verfügt das arabische Alphabet über ein Zeichen für einen zusätzlichen Konsonanten, den stimmlosen glottalen Plosiv, also dem Laut, der im Deutschen vor jedem anlautenden Vokal gesprochen wird und auch vorangehende Konsonanten stimmlos macht, aber orthografisch nie dargestellt wird (Beispiele: „beantworten“, „Lesart“). Im Arabischen sorgt das Hamza im Anlaut dafür, dass die poetischen Silbenregeln eingehalten werden. Im Auslaut kann es in achtloser Aussprache wegfallen. Hamza wird meist mit einem „Träger“ geschrieben, der Alif, Wāw oder Yā' sein kann. Dadurch können zwei gleiche Buchstaben aufeinander treffen (z. B. im Wort ru'ūs رؤوس); in diesem Fall sind auch Schreibungen mit Hamza ohne Träger رءوس oder mit defektivem Langvokal رؤس anzutreffen. Die Form des Hamza (ء) ist vom ʿAin abgeleitet.

## Ziffern
Im Arabischen wird wie in Europa die indische Zahlschrift verwendet. Da die indischen Ziffern über die arabische Welt nach Europa kamen, heißen sie im Deutschen „arabische Ziffern“. Die Unterschiede in der Form sind in Europa später entstanden. Es werden in den verschiedenen Ländern drei verschiedene Varianten benutzt: die „europäischen“, die „arabischen“ und die „persischen“ Ziffern.
Zahlen (sowohl europäische als auch arabische) werden im Gegensatz zu Wörtern immer von links nach rechts geschrieben. Die Araber übernahmen diese indische Schreibweise bei den Zahlen.

### Arabische Ziffern
Im Arabischen werden meistens folgende Ziffern verwendet:
٠١٢٣٤٥٦٧٨٩
| 0 | 1 | 2 | 3 | 4 | 5 | 6 | 7 | 8 | 9 |
| ٠ | ١ | ٢ | ٣ | ٤ | ٥ | ٦ | ٧ | ٨ | ٩ |

### Persische Varianten der Ziffern
Die persischen Varianten der arabischen Ziffern werden in Iran, Pakistan, Afghanistan und Indien verwendet.
۰۱۲۳۴۵۶۷۸۹
| 0 | 1 | 2 | 3 | 4 | 5 | 6 | 7 | 8 | 9 |
| ۰ | ۱ | ۲ | ۳ | ۴ | ۵ | ۶ | ۷ | ۸ | ۹ |

## Fremdsprachliche Sonderzeichen
Für Fremdwörter werden im Arabischen einige Sonderzeichen verwendet:
- پ – Für den Laut p wird der Buchstabe Bā' verwendet, oder ein Bā' mit drei Punkten darunter (anstatt eines Punktes). So wird der bekannte Markenname „Pepsi“ im Arabischen بيبسي bībsī und im Persischen پپسی‌کولا pepsī kūlā (Aussprache: Pepsī Kōlā) geschrieben.
- ڨ – Dieses Zeichen kann als Fā' mit drei Punkten statt einem verstanden werden oder als Qāf mit drei statt zwei Punkten. Verwendet wird es allgemein als Abwandlung des Fā' für das stimmhafte v (z. B. in ڨيينا Vienna = Wien oder dem Markennamen Nivea: نيڨيا). Im Maghrebinischen Arabisch wird es als Abwandlung des uvularen Verschlusslautes Qāf für den velaren Verschlusslaut g verwendet.[3] Ein bekanntes Beispiel ist die tunesische Getränkemarke „Boga“ بوڤا.
- چ – In Ägypten, wo die Aussprache des Dschim g statt dsch ist, wird ein Dschim mit 3 Punkten als dsch verwendet. Im Irakisch-Arabisch wird dieser Buchstabe für tsch verwendet, meist als Ersatz für ك (z. B. چلب tschalb für Hund statt كلب kalb). Für die Aussprache von tsch verwendet man auch im Maghreb diesen Buchstaben. Obwohl im Algerischen Arabisch das ج als leichtes dsch ausgesprochen wird, werden die Wörter trotzdem mit ج geschrieben (الجزائر al-dschazayir), hingegen werden Wörter mit einem stark ausgesprochenen dsch (tsch) mit چ geschrieben, als Beispiel چبوق tschbuq „Stock“.
- ڭ – In Marokko wird dieser Buchstabe für den velaren Verschlusslaut g verwendet. Bekanntestes Beispiel ist die Stadt Agadir أڭادير.
- ڥ bzw. ڤ – Im maghrebinischen Arabisch werden diese Buchstaben benutzt, um ein V darzustellen. Um Verwechselungen mit ڨ zu vermeiden, da dieser Buchstabe innerhalb eines Wortes sehr ähnlich wie ڤ aussieht, wird der Buchstabe ڥ benutzt; als Beispiel ڥيديو oder ڤيديو für „Video“.

پ, چ, گ und ژ repräsentieren Phoneme, die im Arabischen selbst nicht Verwendung finden, wohl aber in anderen mit dem arabischen Alphabet geschriebenen Sprachen, also z. B. in Iran, Afghanistan, Pakistan und Indien für Sprachen wie Persisch bzw. Dari, Urdu, Paschtu, Kurdisch und Türkisch (vor Einführung der lateinischen Schrift) genutzt werden. Im Arabischen selbst werden die genannten Konsonanten wie folgt in das eigene Phonemsystem integriert:
- پ – [p] als [b]
- چ – [tʃ⁠] als [⁠dʒ⁠]
- گ – [g] als K oder Q
- ژ – [⁠ʒ⁠] durch [z]

Eine Übersicht über fremdsprachliche Sonderzeichen gibt die Liste arabisch-basierter Alphabete.

## Sonderformen im Internet
In Domainnamen, Internetforen sowie bei der Benutzung von Chatprogrammen, die den Gebrauch arabischer Schriftzeichen nicht ermöglichen, werden häufig lateinische Buchstaben und arabische Ziffern in europäischer Ausprägung verwendet, um arabische Wörter zu schreiben; aufgrund einer wahrgenommenen Ähnlichkeit repräsentiert dabei: die Ziffer „2“ das Hamza, die Ziffer „3“ das ʿAin, die Ziffer „5“ das Chā', die Ziffer „6“ das Ṭā', die Ziffer „7“ das Ḥā' und die Ziffer „8“ das Ghain.